# Banana Shire
Banana Shire är en kommun i Australien. Den ligger i delstaten Queensland, omkring 430 kilometer nordväst om delstatshuvudstaden Brisbane. Antalet invånare är 15 200.
Följande samhällen finns i Banana:
- Biloela
- Taroom
- Thangool
- Valentine Plains
- Theodore
- Wowan

I omgivningarna runt Banana växer huvudsakligen savannskog. Trakten runt Banana är nära nog obefolkad, med mindre än två invånare per kvadratkilometer.  Genomsnittlig årsnederbörd är 878 millimeter. Den regnigaste månaden är januari, med i genomsnitt 172 mm nederbörd, och den torraste är augusti, med 16 mm nederbörd.